# Wilson Escalante
Wilson Escalante (Santa Cruz de la Sierra, 6 de maio de 1977) é um ex-futebolista boliviano que atuava como defensor.

## Carreira
Wilson Escalante integrou a Seleção Boliviana de Futebol na Copa América de 2001.